# Jan Ras
Jan Ras (Urk, 28 januari 1999) is een Nederlands voetballer die doorgaans speelt als middenvelder. In juli 2022 verruilde hij sc Heerenveen voor SV Urk.

## Clubcarrière
Ras speelde in de jeugd van SV Urk en verkaste in 2010 naar de opleiding van sc Heerenveen. Bij deze club tekende hij zijn eerste professionele contract, in december 2017. Tijdens de tweede speelronde van het Eredivisieseizoen 2019/20 mocht de middenvelder van coach Johnny Jansen zijn debuut maken tegen Feyenoord. Door doelpunten van Steven Berghuis en Ibrahim Drešević werd met 1–1 gelijkgespeeld. Ras viel twaalf minuten voor tijd in voor Jordy Bruijn. Tijdens een wedstrijd met Jong Heerenveen scheurde Ras zijn kruisband af waardoor hij de rest van het seizoen 2019/20 moest missen. Desondanks besloot Heerenveen in januari 2020 om zijn contract open te breken en met twee seizoenen te verlengen. op 30 maart 2022 maakte Heerenveen bekend het contract niet open te breken waardoor Ras na het seizoen 2021/22 transfervrij zou zijn. Hierop keerde de middenvelder terug naar zijn oude jeugdclub SV Urk.

## Clubstatistieken
| Seizoen | Club          | Competitie | Competitie | Competitie | Beker | Beker | Internationaal | Internationaal | Totaal | Totaal |
| Seizoen | Club          | Competitie | Wed.       | Dlp.       | Wed.  | Dlp.  | Wed.           | Dlp.           | Wed.   | Dlp.   |
| ------- | ------------- | ---------- | ---------- | ---------- | ----- | ----- | -------------- | -------------- | ------ | ------ |
| 2019/20 | sc Heerenveen | Eredivisie | 3          | 0          | 0     | 0     | —              | —              | 3      | 0      |
| 2020/21 | sc Heerenveen | Eredivisie | 0          | 0          | 0     | 0     | —              | —              | 0      | 0      |
| 2021/22 | sc Heerenveen | Eredivisie | 1          | 0          | 0     | 0     | —              | —              | 1      | 0      |
| Totaal  | Totaal        | Totaal     | 4          | 0          | 0     | 0     | 0              | 0              | 4      | 0      |

Bijgewerkt op 19 maart 2025.